# Au service secret de Sa Majesté (roman)
Pour les articles homonymes, voir Au service secret de Sa Majesté.
Au service secret de sa Majesté (On Her Majesty's Secret Service) est un roman de Ian Fleming publié en 1963. C'est le onzième roman des aventures de James Bond, et le premier à être écrit après la sortie d'un James Bond officiel au cinéma.
Le roman est le deuxième livre de ce que l'on peut appeler la « trilogie Blofeld », qui commence par Opération Tonnerre et se conclut par On ne vit que deux fois. L'histoire est centrée sur la recherche permanente de 007 pour retrouver Ernst Stavro Blofeld après l'incident de l'opération Tonnerre. Fleming fait un certain nombre de révélations sur le caractère de Bond dans le livre, notamment en montrant un côté émotionnel qui n'était pas forcement présent dans les histoires précédentes.
Au service secret de sa Majesté a reçu des critiques généralement bonnes dans la presse britannique et américaine. Le roman a été adapté dans Playboy en 1963, puis comme une bande dessinée quotidienne dans le Daily Express en 1964-1965. Et, en 1969, le roman a été adapté comme le sixième film de la saga par Eon Productions avec George Lazenby dans le rôle de Bond, son unique film en tant que 007.

## Résumé

### Contexte
Depuis plus d'un an, James Bond, des services secrets Britanniques, a été impliqué dans l'« opération Bedlam » consistant à traquer les restes de l'organisation criminelle privée SPECTRE et son chef, Ernst Stavro Blofeld. L'organisation avait détourné deux engins nucléaires et par la suite soumis le monde occidental à un chantage, tel qu'il est décrit dans Opération Tonnerre. Bond, convaincu que SPECTRE n'existe plus, est frustré par l'insistance du MI6 qui lui ordonne de continuer la recherche et par son incapacité à trouver Blofeld dans le cadre de celle-ci, qui dure depuis un an.

### Rencontre avec Tracy
Lors de cette recherche, Bond rencontre au nord de la France une belle jeune femme suicidaire, la comtesse Teresa « Tracy » di Vicenzo, sur la route et ensuite à une table de jeu, où il la sauve d'un coup de déshonneur en payant sa dette de jeu qu'elle est incapable de couvrir. Le lendemain, après une nuit d'amour, Bond la suit. Au moment où il interrompt une possible tentative de suicide de Tracy, ils sont capturés par des sbires professionnels qui les emmènent en bateau pneumatique dans les bureaux du semi-remorque de Marc-Ange Draco, chef ou « Capu » de l'Union Corse, l'un des plus grands syndicats du crime européen. En chemin, James se remémore la lettre de démission qu'il a l'intention d'adresser à son supérieur prochainement. Tracy, qui a perdu son enfant six mois plus tôt, est la fille et l'unique enfant de Draco. Ce dernier pense que le seul moyen de la sauver de ses dépressions serait que Bond l'épouse. Pour ce faire, il propose à Bond une dot très élevée. Bond refuse l'offre, mais il convient de revoir Tracy, à condition qu'elle suive un traitement quelques mois. Avant de quitter Marc-Ange, il lui demande s'il a des informations sur Blofeld.

### Obtention d'indices sur Blofeld
Draco utilise ses contacts pour informer Bond que Blofeld est quelque part en Suisse. En Angleterre, une autre piste émerge : le collège héraldique de Londres (menant des recherches généalogiques) a été contacté par un individu nommé Blofeld souhaitant acquérir le titre et le nom de comte de Bleuville et voudrait la confirmation du titre par le collège. Lorsque Bond se rend au College of Arms, il découvre que la devise de la famille de Sir Thomas Bond est « Le monde ne suffit pas », et qu'il serait peut-être ancêtre de James Bond, bien que ce soit toutefois peu probable.

### Stratégie pour découvrir l'antre de Blofeld
Une collaboration entre le collège et les services secrets et une stratégie sont mises en place. Il est décidé, malgré le sceptiscisme de M, que James se fera passer pour Sir Hilary Bray, un ami de Basilic de Sable qui ressemble beaucoup à Bond. Le collège informe le prétendu comte, via ses avocats, que Sir Hilary Bray doit le rencontrer personnellement pour qu'une suite favorable puisse être donnée à sa demande. Si nécessaire, James pourra prendre comme prétexte à sa visite que, génétiquement, les héritiers Bleuville ont une mineure anomalie physique (manque de lobe de l'oreille). Après de nombreux échanges avec le collège, Blofeld et son entourage se laissent prendre et Bond, arrivé à l'aéroport de Zurich le 22 décembre, est accueilli par Irma Bunt pour être conduit en voiture, puis en hélicoptère, jusqu'à l'antre de Blofeld se trouvant au sommet du Piz Gloria, dans les Alpes suisses.

### Vie au Piz Gloria
James découvre sa chambre, de laquelle il ne peut sortir totalement librement, et où il est très certainement épié. Il prend ses repas avec Irma Bunt et une bande de jeunes femmes décrites comme souffrantes d'allergies, qui tombent sous son charme. Le lendemain, après la mort cruelle, dès le matin, d'un homme de main de Blofeld, soupçonné d'avoir tenté d'abuser de Sarah, une des patientes, il rencontre Blofeld, physiquement méconnaissable. Celui-ci a subi de la chirurgie plastique, étant parvenu à enlever ses lobes d'oreilles, mais aussi pour se cacher de la police et des services secrets à sa poursuite.

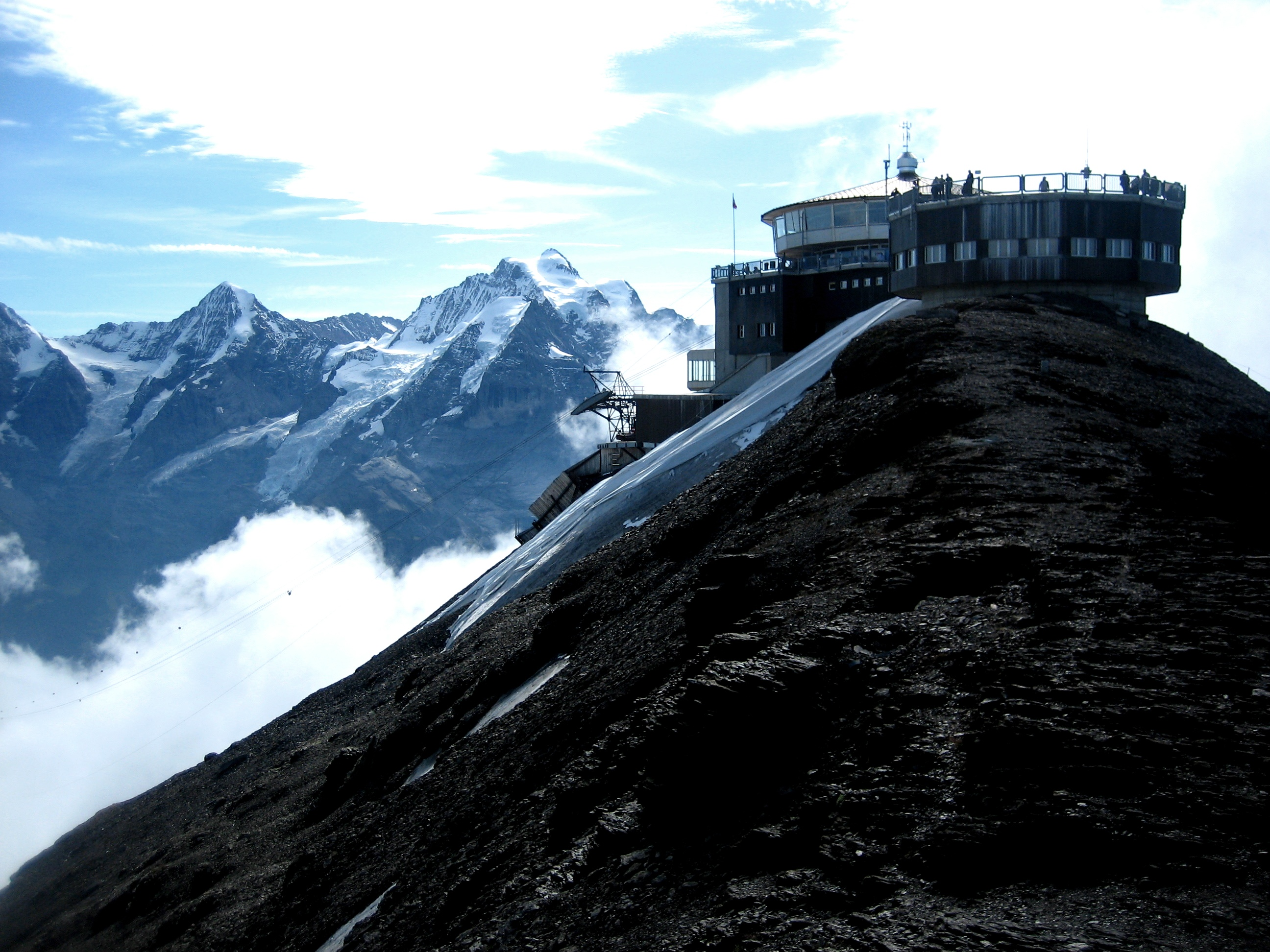
Le Schilthorn et à son sommet le restaurant Piz Gloria qui fut utilisé comme décor du film.

Bond apprend que le comte mène des recherches scientifiques visant à guérir le groupe de jeunes femmes britanniques et irlandaises d'allergie ou de dégoût envers le bétail et autres produits alimentaires par une forme d'hypnose. Il se lie d’amitié avec Ruby, une des patientes. Il arrive à obtenir d'elle des informations et assiste même à une phase nocturne du procédé de suggestion mentale utilisé par Blofeld.

### Panique et course spectaculaire à skis
Plusieurs incidents font penser à Bond qu'il est découvert, dont le plus important a lieu le 24 décembre : la capture d'un agent des services secrets britanniques, Shaun Campbell, de la station Z, par les hommes de Blofeld. James est à son second entretien avec le criminel lorsque l'agent est amené et dit à voix haute le reconnaître. Après avoir surpris un message téléphonique confirmant ses craintes, Bond s'échappe in extremis à ski du Piz Gloria, pourchassé par les gardes, il tue un certain nombre d'entre eux dans le processus, échappe à des coups de feu, à des explosions, à une avalanche, un train... Par la suite, dans un état d'épuisement total, il rencontre Tracy à un bal costumé qui a lieu sur une piste de patinage pour le réveillon. Elle est dans le village de Samaden, à la base de la montagne après avoir appris par son père que Bond pouvait être dans les parages. Bond est trop faible pour continuer à échapper aux sbires de Blofeld seul et elle l'aide à prendre la fuite et le conduit à l'aéroport, où il la demande en mariage. Émue, elle accepte. Bond revient ensuite en Angleterre et travaille sur le plan pour capturer Blofeld.

### Épilogue
En vérité, Blofeld et Irma Bunt soignent ces filles dans le but de les faire transporter sans qu'elles le sachent des agents biologiques en Grande-Bretagne et en Irlande dans le but de détruire l'économie agricole, sur laquelle repose le pays depuis l'après Seconde Guerre mondiale.
Aidé par Draco et l'union Corse, Bond monte une attaque aérienne contre la clinique et Blofeld. Alors que la clinique est sur le point d’être détruite, Blofeld s'échappe vers la piste de bobsleigh suivi par Bond. Il s'ensuit ensuite une course poursuite en bobsleigh où Bond est éjecté de la piste par une grenade permettant à Blofeld de s'échapper. Bond retrouve et épouse Tracy. Les deux amoureux partent pour leurs lunes de miel mais, quelques heures après leur mariage, sur la route, une voiture probablement occupée par Blofeld et Bunt double celle de Bond et Tracy tout en la mitraillant. Tracy est tuée dans l'attaque.

## Personnages principaux
- James Bond
- Comtesse Teresa Di Vicenzo : fille de Marc-Ange Draco
- Ernst Stavro Blofeld : chef du SPECTRE
- Marc-Ange Draco : chef de l'Union corse, organisation mafieuse
- Irma Bunt : assistante de Blofeld au Piz Gloria
- M
- Ruby Windsor : patiente de l'institut de Blofeld

## Autour du roman
- Dans Au service secret de Sa Majesté, Ian Fleming insère plusieurs éléments relatifs à la famille de James Bond, chose presque absente des autres romans.

Dans le roman, on apprend que les parents de Bond sont d'origines suisse et écossaise. Au départ, Ian Fleming voulait les faire tous les deux anglais, mais il a finalement décidé que la nationalité des parents ferait ainsi référence à une ancienne fiancée suissesse et à Sean Connery qu'il avait rencontré lors du tournage de James Bond 007 contre Dr No en 1962. Par ailleurs, on remarque que le nom de l’actrice suisse Ursula Andress, est brièvement mentionné dans le roman.
- Au collège héraldique, James Bond se fait présenter les armes de Sir Thomas Bond, qui pourrait être l'un de ses ancêtres. Son blason est « Argent on a chevron sable three bezants » et sa devise « The World is not Enough » soit « Le monde ne suffit pas », qui sera reprise comme titre du 19e film « officiel » de la saga et aussi dans le titre du dernier chapitre du Visage de la mort de Raymond Benson.

- La scène où Bond et Tracy se coursent en voiture avant de se retrouver au casino rappelle celle qui fait suite au pré-générique de Goldeneye entre James Bond et Xenia Onatopp. Cette scène étant absente du film Au service secret de Sa Majesté, il est probable que ceci ne soit pas un hasard et qu'elle ait été réintégrée dans Goldeneye.

- Tracy est blonde dans le roman.

- La lettre de démission transformée en demande de congés, dans le film, est probablement un mélange entre la lettre de démission que James écrit mentalement au début du roman et les deux semaines de congés qu'il exige à la fin du livre.

## Adaptations

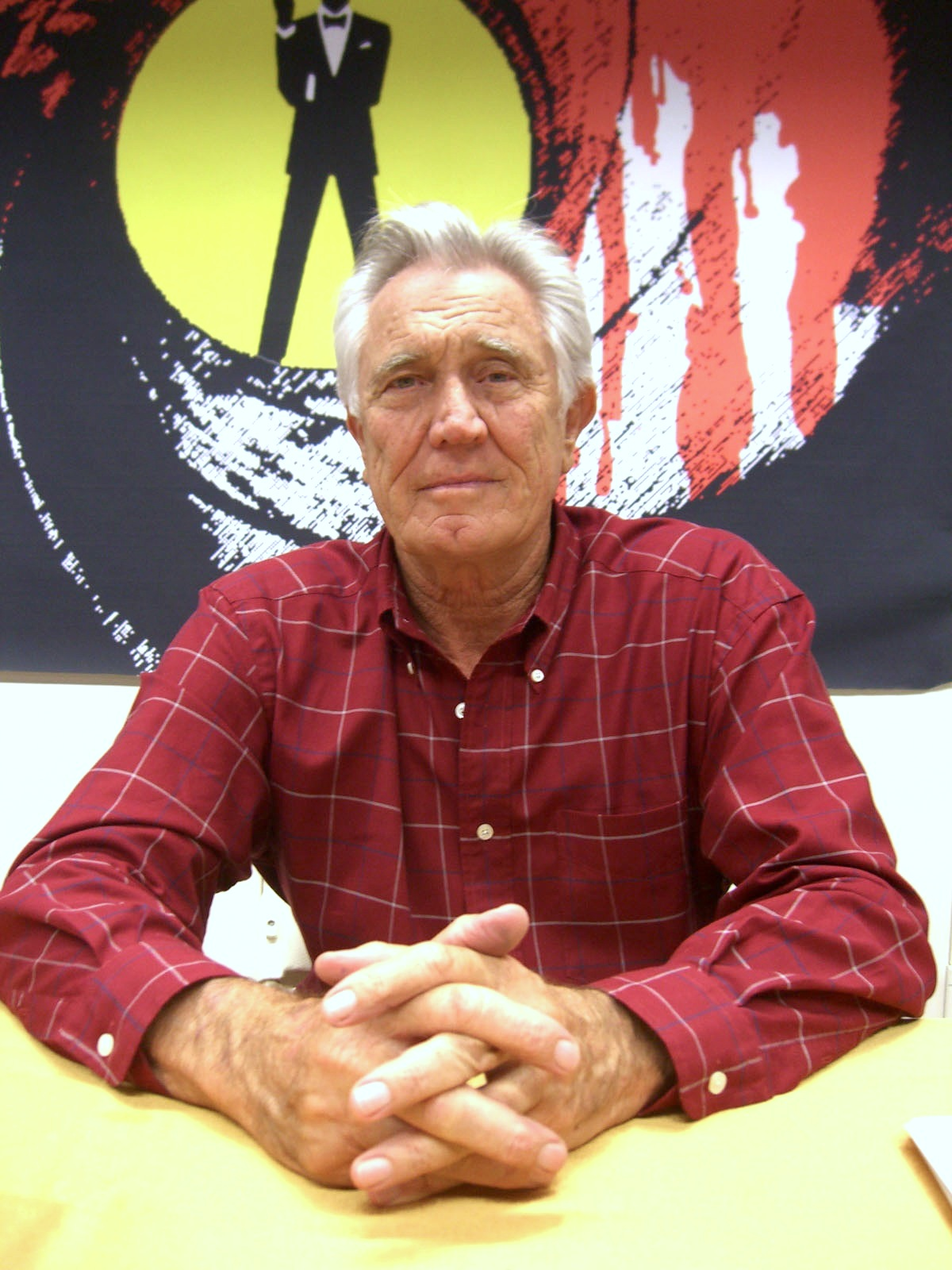
Georges Lazenby en novembre 2008

### Au cinéma
Au service secret de Sa Majesté a été adapté au cinéma en 1969. Il a été réalisé par Peter Hunt et c'est le seul James Bond dans lequel l'agent 007 est incarné par l'acteur australien George Lazenby. 

### En bande dessinée
Le roman a également été adapté pour un comic strip publié dans le Daily Express de juin 1964 à mai 1965.[réf. souhaitée]